# San Salvador, Venedig
Chiesa di San Salvador är en kyrka i stadsdelen San Marco i Venedig. Den började byggas på 600-talet, men har byggts om i omgångar under medeltiden och under renässansen.
Kyrkans fasad byggdes om under 1600-talet och är dekorerad med skulpturer av Bernardo Falcone.
I en urna på altaret förvaras Sankt Teodoro di Amaseas aska, Venedigs första skyddshelgon.
Bland konstverken inne i kyrkan finns Annunciazione (Bebådelsen) av Tiziano Vecellio och Cena di Emmaus (Måltiden i Emmaus),  Belliniskolan, Jacopo Sansovinos monument över dogen Francesco Venier och skulpturer av Girolamo Campagna.

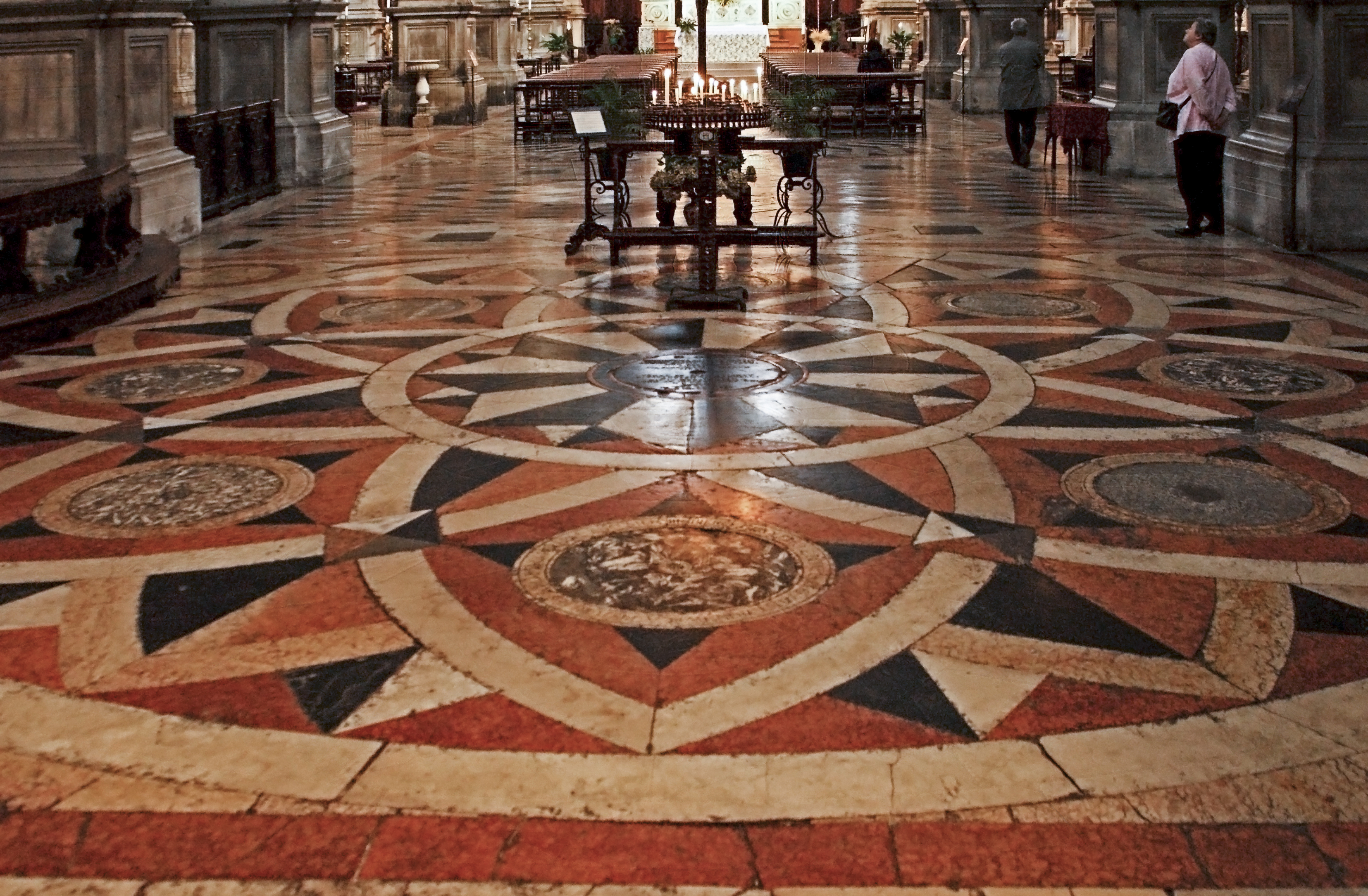
Polychrome marmor mosaik.
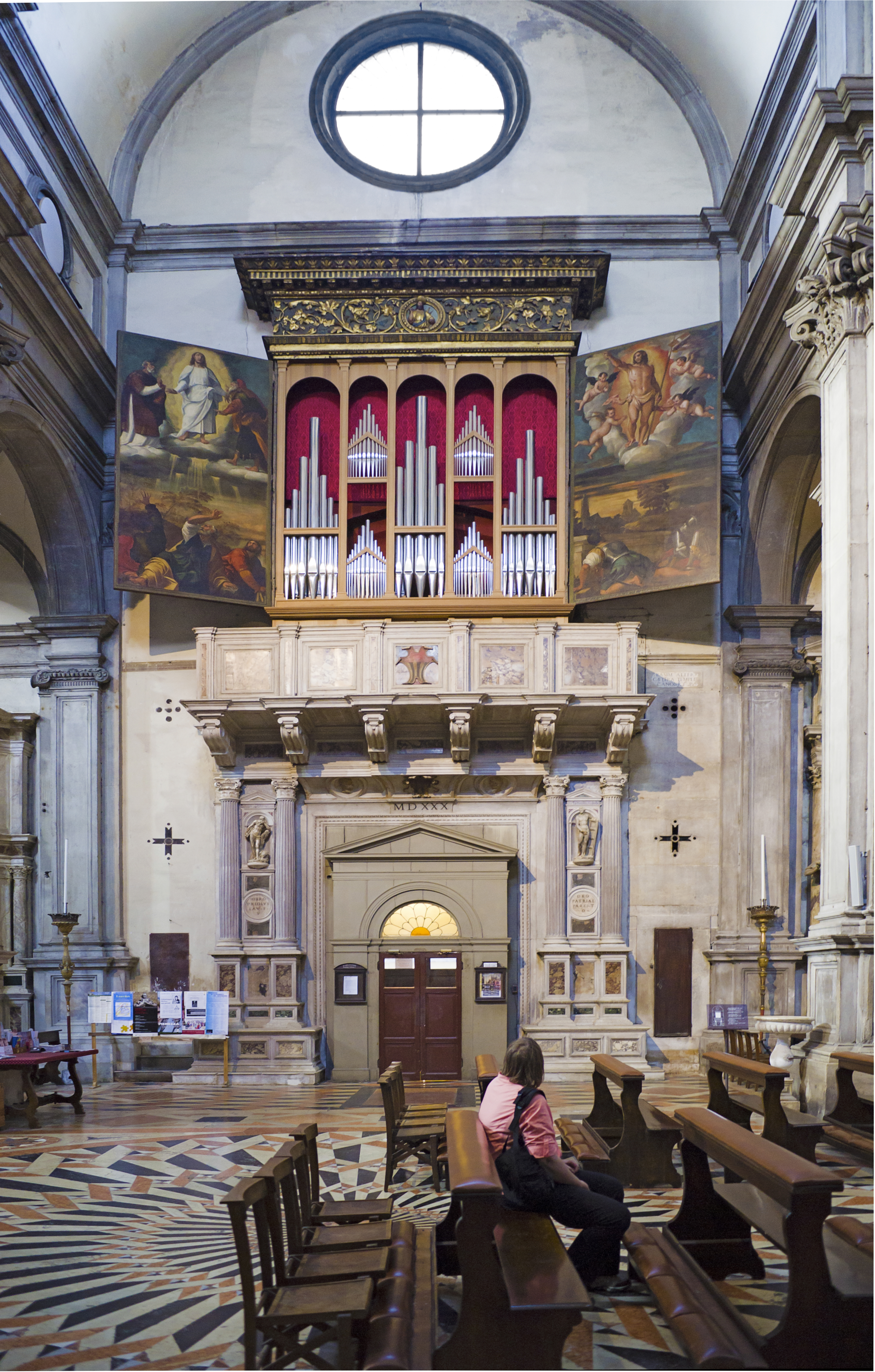
Organ.
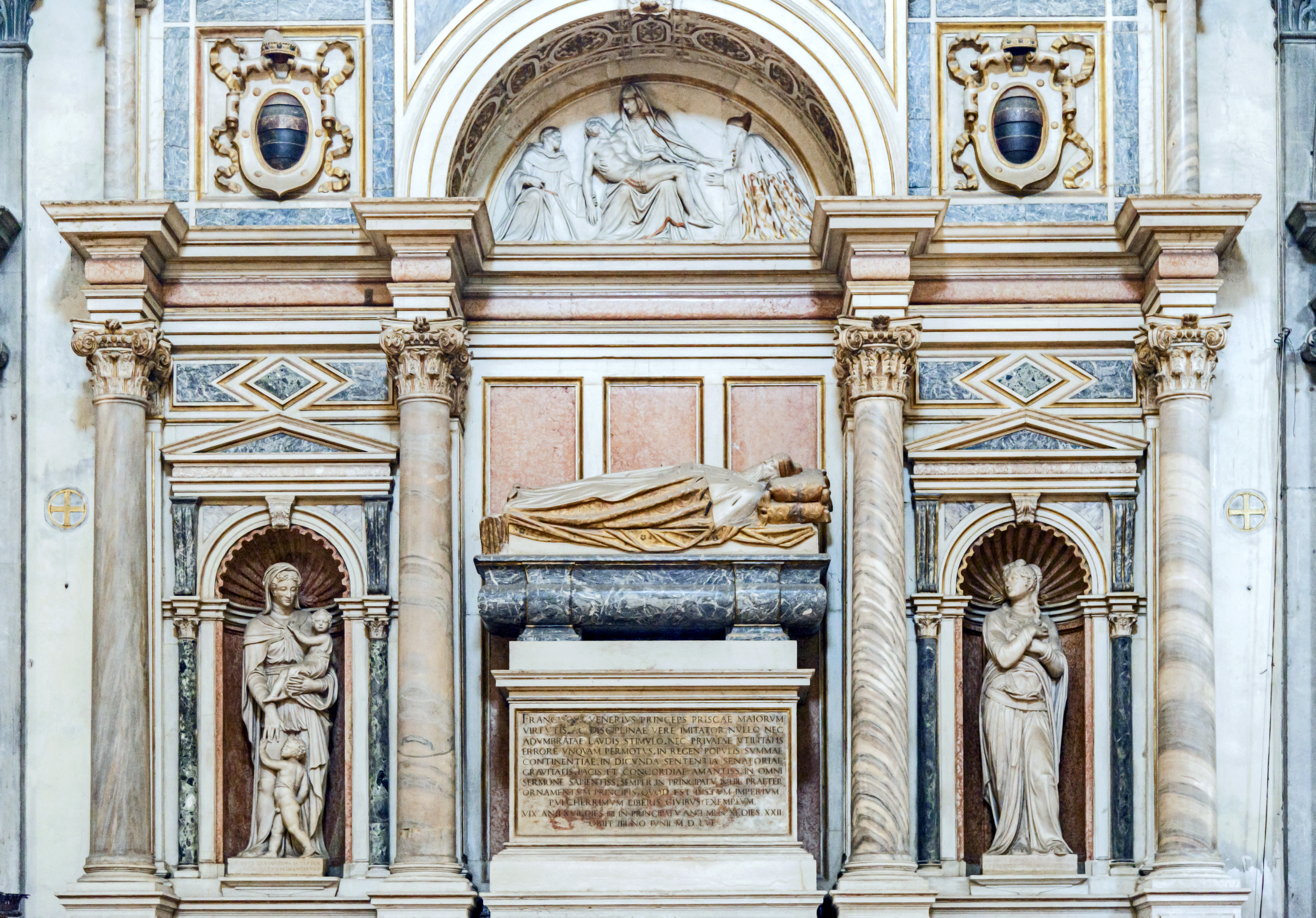
Francesco Venier monument.
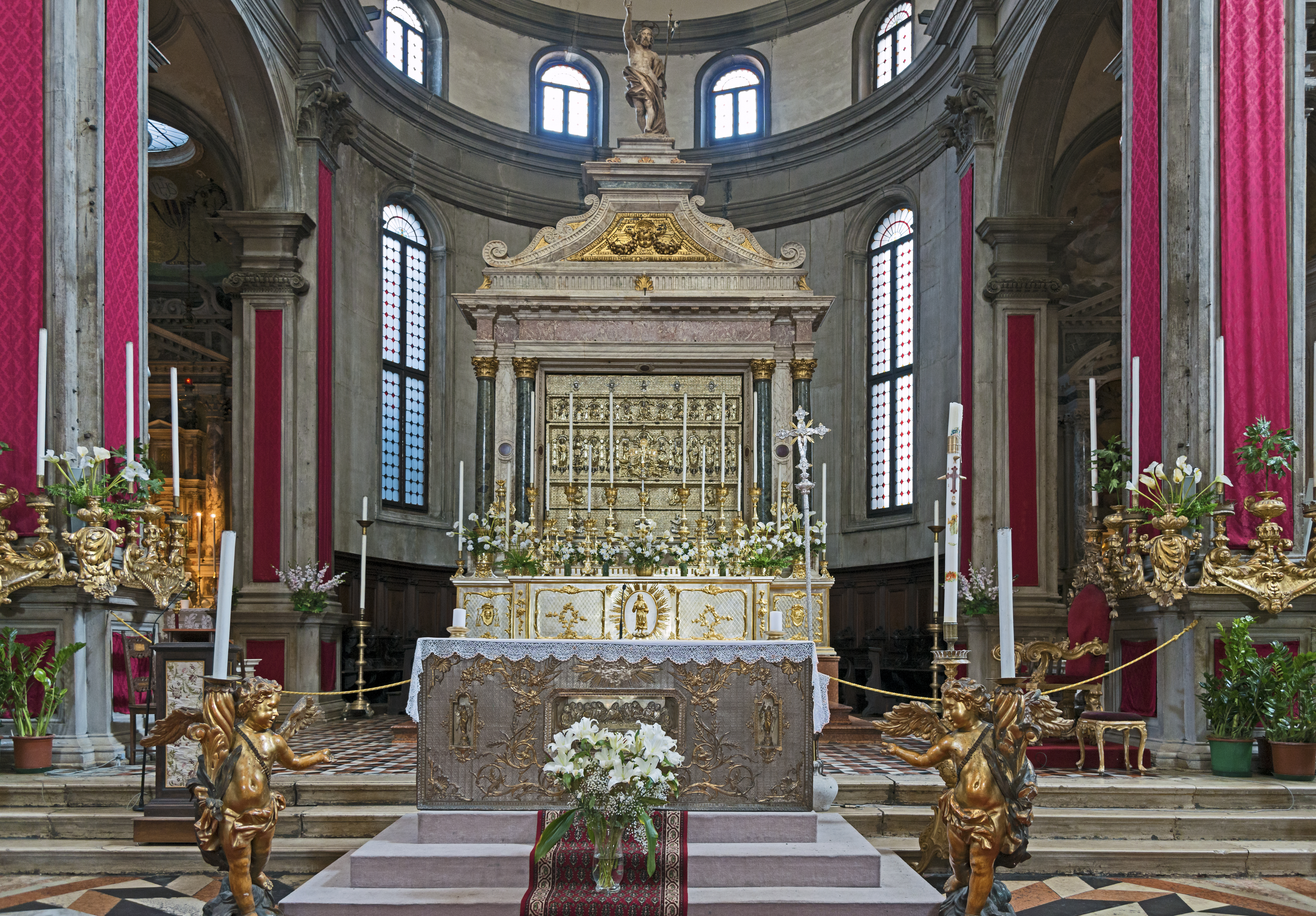
Altartavla och huvudaltaret
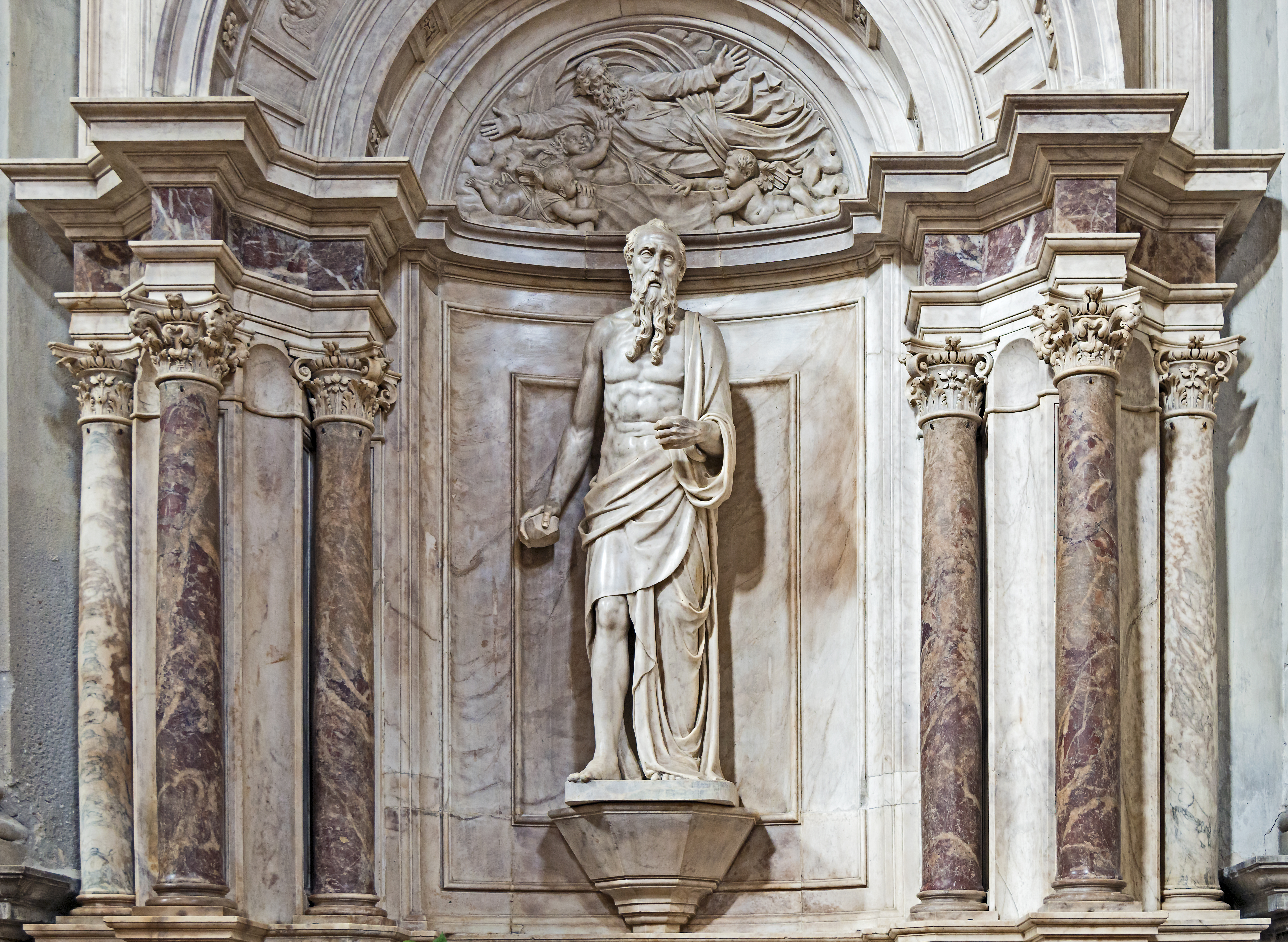
San Gerolamo